# 사뭇사콘

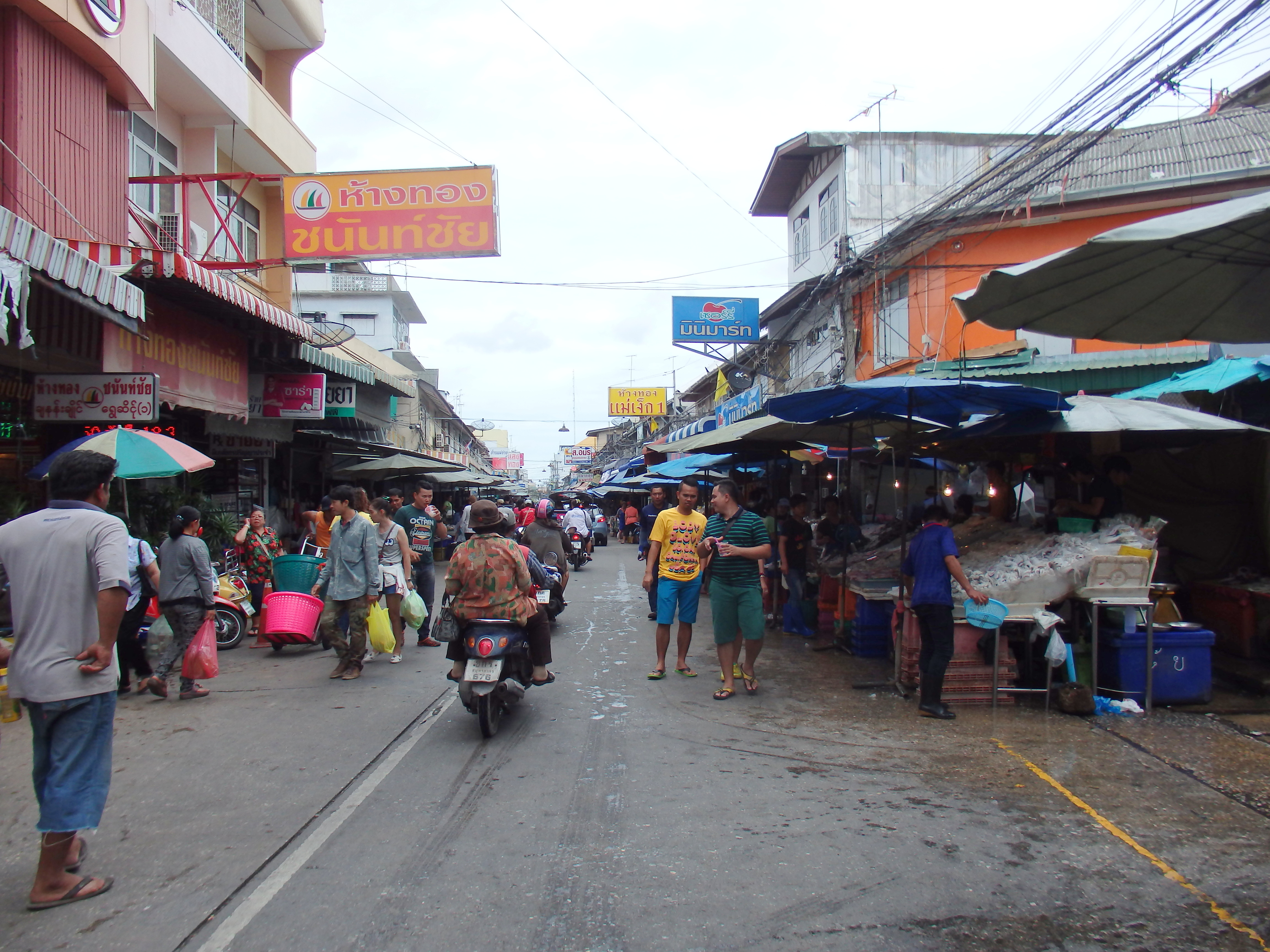

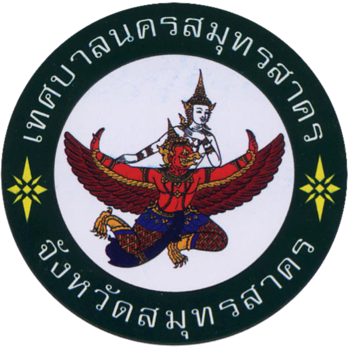

사뭇사콘(태국어: สมุทรสาคร)은 태국의 읍이자 사뭇사콘 주의 주도이다. 매끌렁철도의 정류 지점이다. 사뭇사콘은 방콕에서 48km 떨어져 있다. 방콕 수도권 지역에 속한다.